# Bulldog

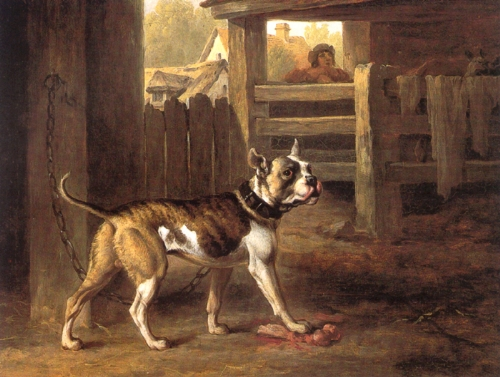
Old English Bulldog, ritratto da Philip Reinagle (1790)

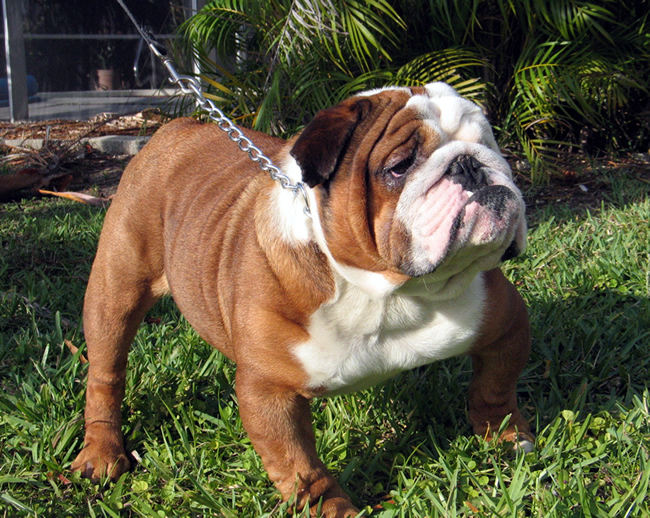
Bulldog inglese

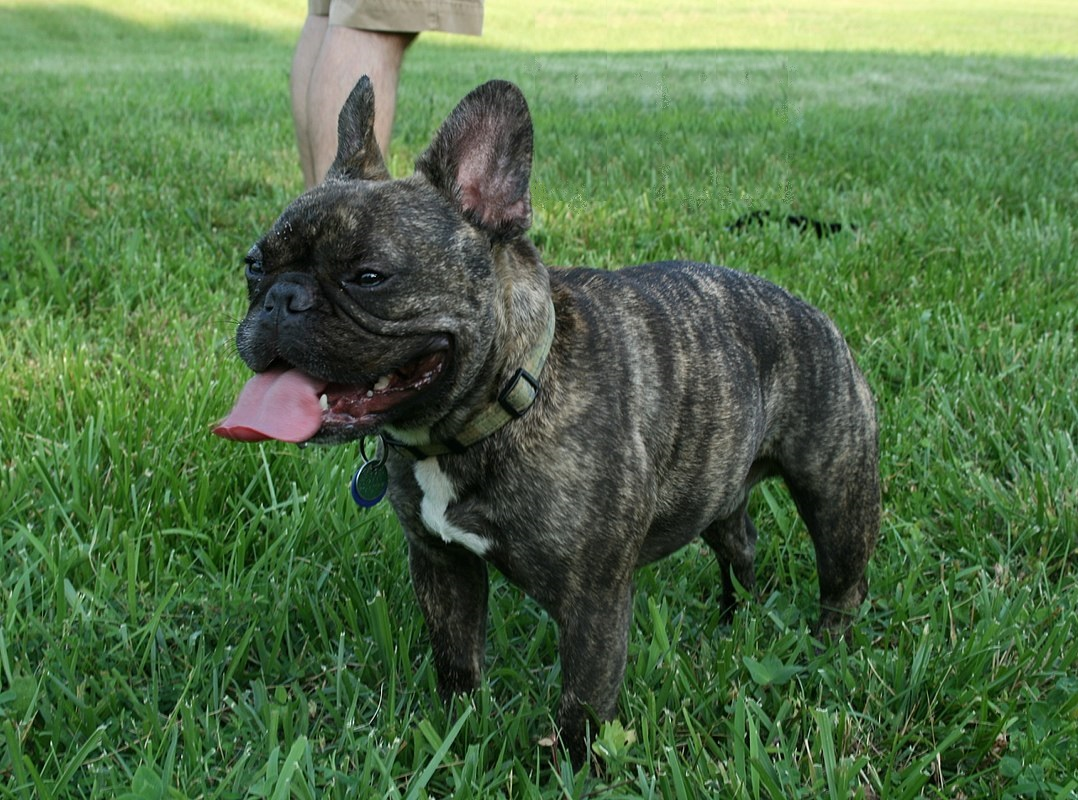
Bulldog francese

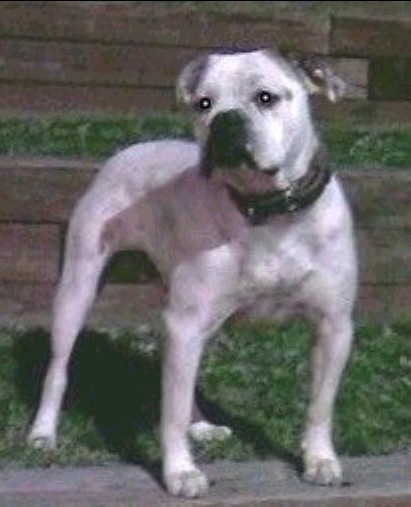
Olde English Bulldogge

Il bulldog (in inglese letteralmente "cane da combattimento/caccia al toro"; in italiano raramente adattato in buldò) è una tipologia di cane, sviluppata a partire dall'Old English Bulldog, ora estinto. Non si riferisce a un'unica razza canina ma ad una serie variegata di razze.

## Storia
L'origine della razza "bulldog" data all'epoca delle invasioni barbariche, quando le popolazioni nomadi provenienti dalla steppa eurasiatica portarono nuove razze canine di tipo molossoide nelle terre dell'Impero romano. 
Rispetto al mastino da guerra già abbondantemente diffusosi nel bacino del Mediterraneo, i barbari ricorrevano spesso ad una tipologia di cane dalle mascelle potenti ma dal fisico capace di reggere i rigori dell'inseguimento e della lotta con il bisonte o l'uro, i bovidi selvatici allora diffusi nell'Europa continentale e nell'Europa orientale. Da questi cani sarebbero discesi i bulldog britannici e i bullenbeisser germanico-brabantini.

## Razze attualmente diffuse
- Bulldog inglese, la razza più comune e diffusa;
- Bulldog americano;
- Bulldog francese;
- Bullenbeisser, variante germanica del bulldog, antenato dell'odierno Deutscher Boxer;
- Olde English Bulldogge, Leavitt Bulldog, Continental Bulldog, razze canine moderne selezionate per ricostituire la forma arcaica del bulldog.